# Bnet
Javier Bonet González (Madrid, 12 de mayo de 1998), más conocido como Bnet, es un freestyler, músico y rapero español. Fue campeón de la Red Bull Batalla Internacional de 2019, de la Freestyle Master Series España 2020-21, y de la Red Bull Batalla Nacional de España 2025.

## Carrera musical
Javier Bonet González Clanes (o Planes) y Castaño nació en 1998 en Madrid. En septiembre de 2015, a la edad de diecisiete años, comenzó a competir en parques y plazas de Madrid. Su reconocimiento creció notoriamente después de que un video de su enfrentamiento contra el rapero argentino Klan en 2017 se volviera viral. Ese mismo año, participó en el Supremacía MC Regional de Madrid y se consagró campeón al vencer a Ilias en la final. También formó parte del torneo BDM Murcia, donde fue eliminado en los cuartos de final por Robledo. En el Supremacía Mc Nacional, fue eliminado en las semifinales tras enfrentarse a Errecé. Más tarde, compitió en el BDM Nacional España, donde avanzó hasta los octavos de final al vencer a Soen, pero fue derrotado en los cuartos por Maurri.
En 2018, logró la victoria en la BDM Valladolid al vencer a Mr. Ego en la final. Sin embargo, en la BDM Madrid, fue eliminado en las semifinales por Chuty. En la BDM Nacional España de 2018, nuevamente llegó a la final, pero esta vez terminó como subcampeón al caer ante Chuty. También participó en la competencia internacional de Red Bull en 2018, donde llegó a las semifinales antes de ser derrotado por el rapero Aczino.
En 2019, Bnet ganó el ascenso a la FMS España 2019-20. En la Red Bull Batalla Internacional de 2019, no tenía una plaza asegurada, ya que había renunciado a su participación en la fase nacional. Sin embargo, debido a problemas de visado de otros competidores, Bnet (quien había quedado cuarto en la edición anterior) ingresó como reserva junto a Jaze (el mejor subcampeón por votación). Durante la competencia, derrotó a Carpediem en octavos, a Yartzi en cuartos y a SNK en las semifinales. En la gran final, se enfrentó a Valles-T y, después de una réplica, se coronó campeón internacional de los Gallos, convirtiéndose así en el primer competidor en ganar el título como reserva. También participó en las clasificatorias de la FMS Internacional 2019, donde venció al MC chileno Stigma.
En 2020, formó parte de la FMS Internacional: La Gran Final 2020 en Lima, Perú. En este evento, sufrió una sorpresiva derrota en los octavos de final ante el mexicano Zticma. Luego, en diciembre de 2020, participó en la Red Bull Batalla de los Gallos Internacional, donde nuevamente se enfrentó a Valles-T, ganando con una réplica, pero fue sorprendido por Éxodo Lirical y quedó eliminado sin réplica.
En 2021, se consagró campeón de la Freestyle Master Series España en la temporada 2020-21 al vencer al rapero Gazir en la fecha final.
El 15 de marzo de 2023, Bnet debutó en solitario con un concierto celebrado en el Pabellón Satélite de la Casa de Campo de Madrid en el cual presentó su documental y las nuevas zapatillas adidas Rivalry.
Bnet anunció su retiro de las batallas de freestyle el 20 de abril de 2023, a través de un video publicado en sus redes sociales. En el video, el freestyler español explicó que su decisión se debía a motivos personales y profesionales.

## Estadísticas
| Año  | Competición                                          | Lugar                                 | Rival                | Puesto           |
| ---- | ---------------------------------------------------- | ------------------------------------- | -------------------- | ---------------- |
| 2017 | Chara Battle Duplas (+ Jado)                         | España, Madrid                        | vs. Robledo y K-mbra | Campeón          |
| 2017 | Most Wanted Street                                   | España, Madrid                        | vs. J.Bickle         | Campeón          |
| 2017 | BDM Regional                                         | España, Murcia                        | vs. Robledo          | Cuartos de final |
| 2017 | Supremacía MC Regional                               | España, Madrid                        | vs. Ilias            | Campeón          |
| 2017 | BDM Regional                                         | España, Barcelona                     | vs. Juan SNK         | Subcampeón       |
| 2017 | Supremacía MC Nacional                               | España, Madrid                        | vs. Errecé           | Semifinales      |
| 2017 | Reyes de Plaza Duplas (+ Robledo)                    | España, Madrid                        | vs. Robledo y K-mbra | Campeón          |
| 2017 | Gold Battle España                                   | España, Madrid                        | vs. Zurzur           | Cuartos de final |
| 2017 | MMDM Battle                                          | España, Madrid                        | vs. Erik             | Campeón          |
| 2017 | HONNOR ONE FEST Nacional                             | España, Madrid                        | vs. Sweet Pain       | Campeón          |
| 2017 | Freestyle Competition                                | España, Jaén                          | vs. BTA              | Cuartos de final |
| 2017 | BDM Gold Nacional                                    | España, Sevilla                       | vs. Maurri           | Cuartos de final |
| 2018 | BDM Regional                                         | España, Valladolid                    | vs. Mr. Ego          | Campeón          |
| 2018 | Red Bull Batalla de Los Gallos Regional              | España, Valencia                      | vs. Hander           | Cuartos de final |
| 2018 | Gold Battle España                                   | España, Madrid                        | vs. Santi            | Campeón          |
| 2018 | Supremacía MC Nacional                               | España, Madrid                        | vs. Mr. Ego          | Campeón          |
| 2018 | Red Bull Batalla de Los Gallos \| Última Oportunidad | España, Gijón                         | vs. Botta            | Subcampeón       |
| 2018 | Supremacía MC Internacional                          | Perú, Lima                            | vs. Klan             | Octavos de final |
| 2018 | Red Bull Batalla de Los Gallos Nacional              | España, Madrid                        | vs. Force            | Campeón          |
| 2018 | BDM Gold Nacional                                    | España, Madrid                        | vs. Chuty            | Subcampeón       |
| 2018 | Red Bull Batalla de Los Gallos Internacional         | Argentina, Buenos Aires               | vs. Valles-T         | Cuarto Lugar     |
| 2019 | Ghetto Dreams League Internacional                   | México, Ciudad de México              | vs. Replik           | Exhibición       |
| 2019 | Ghetto Dreams League Internacional                   | México, Guadalajara                   | vs. Cacha            | Octavos de final |
| 2019 | Pangea (+ Blon)                                      | México, Ciudad de México              | vs. Skone & Walls    | Cuarto Lugar     |
| 2019 | Miraelbuenrap Nacional                               | España, Madrid                        | vs. Nevils           | Campeón          |
| 2019 | BDM Regional                                         | España, Valladolid                    | vs. Zaina            | Exhibición       |
| 2019 | Red Bull Batalla de Los Gallos Internacional         | España, Madrid                        | vs. Valles-T         | Campeón          |
| 2019 | Freestyle Master Series Nacional                     | España                                | vs. Chuty            | Subcampeón       |
| 2020 | Ghetto Dreams League Internacional                   | México, Monterrey                     | vs. Aczino           | Exhibición       |
| 2020 | Ghetto Dreams League Internacional                   | México, Guadalajara                   | vs. Skone            | Cuartos de final |
| 2020 | Ghetto Dreams League Internacional                   | México, Tijuana                       | vs. Teorema          | Exhibición       |
| 2020 | Freestyle Master Series Internacional                | Perú, Lima                            | vs. Zticma           | Octavos de final |
| 2020 | Red Bull Batalla de Los Gallos Internacional         | Rep. Dominicana, San Pedro de Macorís | vs. Éxodo Lirical    | Cuartos de final |
| 2021 | Freestyle Master Series Nacional                     | España                                | vs. Gazir            | Campeón          |
| 2025 | Red Bull Batalla de Los Gallos Regional              | España, Gijón                         | vs. Owen             | Filtro           |
| 2025 | Red Bull Batalla de Los Gallos Regional              | España, Gijón                         | vs. Mr Ego           | Octavos de final |
| 2025 | Red Bull Batalla de Los Gallos Regional              | España, Gijón                         | vs. Ander 2k         | Cuartos de final |
| 2025 | Red Bull Batalla de Los Gallos Regional              | España, Gijón                         | vs. Dani Vk          | Semifinal        |
| 2025 | Red Bull Batalla de Los Gallos Regional              | España, Gijón                         | vs. Fabiuki          | Campeón          |

## Discografía

### Sencillos
- One Shot CSQ (junto a Ericko y Browni, 2021)[13]
- Did It Again (junto a Cash CC, 2021)[14]
- Bla Bla (junto a Nerso & Verse, 2021)[15]
- Credo (junto a Nerso & Verse, 2022)
- P (2023)[16]